# Asamblea Nacional del Poder Popular de Cuba
La Asamblea Nacional del Poder Popular (ANPP) es el órgano supremo del poder del Estado y representa el Poder Legislativo de la República de Cuba. De acuerdo a la Constitución de 2019, le corresponden las facultades legislativas y constituyentes de la Nación. Está integrado por diputados elegidos por cinco años reelegibles, representando los 168 municipios. Cuenta con 470 diputados tras la última elección general celebrada en 2023, lo cual corresponde a la Décima Legislatura.
En la actualidad su presidente es Esteban Lazo Hernández y su vicepresidenta es Ana María Mari Machado.
La Asamblea sesiona de forma ordinaria en dos períodos anuales (al finalizar cada semestre) por un término de dos o tres días por sesión. Antes de cada período de sesiones, se reúnen sus comisiones permanentes. Todas las resoluciones de la Asamblea Nacional han sido aprobadas desde su fundación por unanimidad.
Entre sus atribuciones le corresponde elegir por mayoría absoluta al Presidente de la República así como al Vicepresidente, además elige la Presidencia, Vicepresidencia de la propia Asamblea, a los miembros del Consejo de Estado, al presidente, vicepresidente y miembros del Consejo Electoral Nacional, al presidente y magistrados del Tribunal Supremo Popular; al fiscal general y al contralor general de la República. Asimismo designa al primer ministro, los vice primeros ministros y demás miembros del Consejo de Ministros.
Así mismo cumple las labores de revisión, en cuanto revocar los decretos-leyes, decretos presidenciales y decretos que emita el Consejo de Estado, el presidente o el Gobierno de la República que contradigan la Constitución y las leyes. Revocar o modificar los acuerdos y decretos de las asambleas populares locales y los Gobiernos Provinciales que contradigan las Constitución y las leyes. De entre los integrantes de la Asamblea se elige el Consejo de Estado, el cual es responsable ante la Asamblea y le rinde cuentas de su gestión.
Se subordinan también a la Asamblea Nacional como órganos estatales el Consejo Electoral Nacional, el Tribunal Supremo Popular, la Fiscalía General de la República y la Contraloría General de la República. La Asamblea elige a los máximos representantes de dichos órganos, los que rinden cuenta a ésta de su actividad.

## Elección de candidatos
Las listas resultantes son puestas a la aprobación de la población por voto directo y secreto en las elecciones nacionales. Se requiere mayoría absoluta para ser electo como representante a las Asambleas Municipales (cantera del 50% para la candidatura Nacional), en caso contrario se efectúa una segunda vuelta entre los candidatos que obtuvieron las dos mayores votaciones de ciudadanos de su localidad.
La participación del Partido Comunista tiene un papel secundario de acompañamiento y observación del proceso eleccionario. No postula ni elige candidatos a ninguna de las instancias electorales, las cuales son conformadas solo con aquellos candidatos elegidos inicialmente por los ciudadanos con derecho a sufragio, por lo que en la constitución de las Asambleas del Poder Popular, a todos los niveles, se observa una heterogeneidad representativa de la propia caracterización poblacional de su territorio, con la presencia de miembros del PCC y de ciudadanos que no pertenecen al mismo. Sin embargo, la mayoría de sus miembros son miembros del Partido Comunista, no permitiendo que otras fuerzas políticas sean representadas, para ello se utiliza las Comisiones de Candidaturas.

### Críticas
La Asamblea Nacional del Poder Popular (ANPP) en Cuba ha sido objeto de críticas en cuanto a su representatividad y transparencia en el proceso de elección de sus miembros. Aunque la lista de candidatos a la ANPP refleja una presencia nominal de todas las provincias y municipios del país, se cuestiona si esta diversidad geográfica se traduce en una auténtica representación de los distintos territorios en el parlamento cubano.Un análisis detallado de los 470 candidatos para los 470 escaños en la ANPP revela inconsistencias significativas. Figuras de alto perfil como el primer ministro Manuel Marrero Cruz, Raúl Castro Ruz, Ramiro Valdés Menéndez, José Ramón Machado Ventura, Miguel Mario Díaz-Canel Bermúdez, Lázaro Alberto Álvarez Casas, Teresa María Amarelle Boué y Oscar Manuel Silvera Martínez, han sido nominados por provincias donde no residen actualmente. Esto plantea dudas sobre la legitimidad de su representación de los intereses locales.
La legislación electoral cubana no exige que los candidatos residan en las provincias por las que son nominados. Las nominaciones provienen de organizaciones estatales y afiliadas al Partido Comunista de Cuba (PCC), el único partido legal en el país. Esto ha suscitado preguntas sobre la verdadera representatividad de las elecciones, ya que la afiliación a estas organizaciones es a menudo obligatoria.La Comisión de Candidatura Nacional (CCN) juega un rol crucial en la preparación de las propuestas de candidatos, actuando como un filtro que favorece a los candidatos preseleccionados por ella, lo que ha llevado a cuestionar la democracia y transparencia del proceso electoral.
A pesar de que la propaganda estatal sostiene que las elecciones son transparentes y democráticas, la realidad muestra una falta de verdaderas alternativas para los electores, con candidatos que no ofrecen soluciones reales a los problemas económicos y sociales del país, sino que representan la continuidad del régimen actual.La forma en que se llenan las vacantes en la ANPP también ha sido motivo de crítica. El Consejo de Estado puede decidir la elección de un nuevo diputado sin una consulta democrática previa. Un ejemplo de esto es el ascenso del general Luis Alberto López Calleja, que fue seleccionado para representar un municipio con el que tenía poco vínculo.

## Sede
La sede institucional de la Asamblea Nacional del Poder Popular es el Capitolio de la República, y sus edificios anexos; aquí se encuentran las oficinas de la Presidencia de la misma, así como las oficinas del Presidente de la República cuando se encuentra en el Capitolio, y otras oficinas administrativas y de los presidentes de las comisiones permanentes. Actualmente los hemiciclos del Capitolio no se utilizan para las sesiones ni de la Asamblea ni del Consejo de Estado. Este último se reúne en un salón preparado para el mismo pero no en el hemiciclo del Senado. Aún se desconoce si después de la elección en el 2023 de la nueva ANPP más pequeña que la actual se reunía en el antiguo hemiciclo de la Cámara de Representantes pero existen pocas probabilidades. Existe información de que la remoción del Teatro Capitolio, anexo al edificio del Capitolio se puede convertir en el lugar de sesiones habituales de la Asamblea; aunque aún esto no se puede confirmar.[cita requerida]

## Mesa de la Asamblea Nacional (Presidencia)
I Legislatura (1976-1981)
- Presidente: Blas Roca Calderío
- Vicepresidente: Raúl Roa García
- Secretario: José Arañaburu García

II Legislatura (1981-1986)
- Presidente: Flavio Bravo Pardo
- Vicepresidente: Jorge Lezcano Pérez
- Secretario: José Arañaburu García

III Legislatura (1986-1993)
- Presidentes: Flavio Bravo Pardo (1986 - fallecido en 1988); Severo Aguirre del Cristo (1988-1990); Juan Escalona Reguera (1990-1993)
- Vicepresidentes: Severo Aguirre del Cristo (1986 - 1988); Zoila Benítez de Mendoza (1988-1993)
- Secretario: Ernesto Suárez Méndez

IV Legislatura (1993-1998)
- Presidente: Ricardo Alarcón de Quesada
- Vicepresidente: Jaime Crombet Hernández-Baquero
- Secretario: Ernesto Suárez Méndez

V Legislatura (1998-2003)
- Presidente: Ricardo Alarcón de Quesada
- Vicepresidente: Jaime Crombet Hernández-Baquero
- Secretario: Ernesto Suárez Méndez

VI Legislatura (2003-2008)
- Presidente: Ricardo Alarcón de Quesada
- Vicepresidente: Jaime Crombet Hernández-Baquero
- Secretario: Ernesto Suárez Méndez

VII Legislatura (2008-2013)
- Presidente: Ricardo Alarcón de Quesada
- Vicepresidentes: Jaime Crombet Hernández-Baquero (2008-2012); Ana María Mari Machado (2012-2013)
- Secretario: Miriam Brito Sarroca

VIII Legislatura (2013-2018)
- Presidente: Esteban Lazo Hernández
- Vicepresidentes: Ana María Mari Machado
- Secretario: Miriam Brito Sarroca

IX Legislatura (2018-2019)
- Presidente: Esteban Lazo Hernández
- Vicepresidentes: Ana María Mari Machado
- Secretario: Miriam Brito Sarroca

IX Legislatura (2019-2023) "Renovada después de la Constitución del 2019"
- Presidente: Esteban Lazo Hernández
- Vicepresidentes: Ana María Mari Machado
- Secretario: Homero Acosta Álvarez

X Legislatura (2023-actualidad)
- Presidente: Esteban Lazo Hernández
- Vicepresidentes: Ana María Mari Machado
- Secretario: Homero Acosta Álvarez